# اللواء اليهودي

شعار اللواء اليهودي 1944 - 1946

اللواء اليهودي (بالعبرية: החי״ל) هي وحدات عسكرية تشكلت إبان الحرب العالمية الثانية من قبل الحكومة البريطانية عام 1944، كان أعضاء هذه الوحدات من اليهود، والغرض منها هو القتال إلى جانب الحلفاء في الحرب العالمية الثانية. وإكساب الجنود اليهود المتطوعين خبرات عسكرية في القتال. تمهيداً للسيطرة على فلسطين بعد انتهاء الانتداب.

## بداياتها
كانت بدايات الحديث عن تشكيل وحدات اللواء اليهودي عام 1939 في المؤتمر الصهيوني الحادي والعشرين في جنيف، حيث رأى قادة المنظمة الصهيونية ومنهم حاييم وايزمان وبن غوريون ضرورة وجود تشكيلات عسكرية للمساعدة في السيطرة على فلسطين بعد انتهاء الانتداب. وقد تطوع في عام 1939 أكثر من 130 ألف من المستوطنين اليهود للقتال إلى جانب دول الحلفاء. وبعد تأسيس اللواء اليهودي عام 1944 أمضى فترة تدريب بالقرب من برج العرب في الإسكندرية، وبعدها انضم للجيش الثامن مع القوات البريطانية. وقد ساهم اللواء اليهودي وبشكل قوي في تنظيم هجرة اليهود من أوروبا إلى فلسطين.

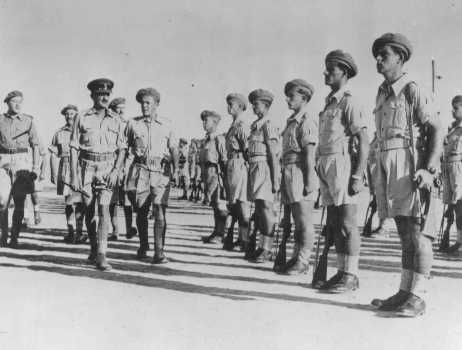
أفراد من اللواء اليهودي عام 1944

## حل اللواء اليهودي
في عام 1946 أصدرت السلطات البريطانية قرارًا بحل اللواء اليهودي؛ وذلك بسبب إصدار اللواء اليهودي نشرات تنتقد سياسات الانتداب. وقد تم إعادة عسكريي هذا اللواء إلى التنظيمات الصهيونية آنذاك مثل الهاجاناه.

## أبرز قاداته
- مردخاي ماكليف: رئيس أركان الجيش الإسرائيلي السابق.
- حاييم لاسكوف (1919 - 1982): الرئيس الخامس لهيئة الأركان العامة لجيش الدفاع الإسرائيلي.[2]